# Hugo II van Vaudémont
Hugo II van Vaudémont (1167-1242) was van 1188 tot aan zijn dood graaf van Vaudémont. Hij behoorde tot het huis Lotharingen.

## Levensloop
Hugo II was de zoon van graaf Gerard II van Vaudémont en Gertrudis van Joinville. In 1188 volgde hij zijn vader op als graaf van Vaudémont.
In de jaren 1180 ging Hugo als kruisvaarder naar Palestina. In 1187 vocht hij bij de Slag bij Hattin, waarbij hij door de troepen van Saladin gevangengenomen werd. Na zijn vrijlating in 1189 keerde hij terug naar zijn domeinen. Aan de gelijktijdig beginnende Derde Kruistocht nam hij niet deel.
Al vanaf het begin van zijn bewind was hij vooral bekend voor zijn donaties aan abdijen. In 1202 werd het graafschap Vaudémont als onderdeel van een vredesverdrag tussen hertog Simon II van Lotharingen en graaf Theobald I van Bar onder de suzereiniteit van het graafschap Bar geplaatst. Dit verhinderde niet dat hij een onafhankelijke politiek voerde. Zo koos hij in de successieoorlog van het graafschap Champagne partij voor Erard van Brienne en niet voor graaf Theobald IV van Champagne, die gesteund werd door de graaf van Bar. 
In 1235 stelde Hugo II zijn testament op, waarbij hij zijn domeinen verdeelde onder zijn drie zoons. In 1242 stierf hij.

## Huwelijk en nakomelingen
Hugo huwde in 1189 met Hedwig de Raynel, vrouwe van Gondrecourt. Ze kregen volgende kinderen:
- Hugo III (overleden in 1244), graaf van Vaudémont
- Godfried, heer van Gondrecourt
- Gerard, heer van Urufle, Saint-Christophe, Chenièvre en Ary
- Wouter (overleden voor 1235)
- Theobald, kanunnik in Toul
- Comtesse
- een dochter, kloosterzuster in Etanches